# Pont de Tabarka
Le pont de Tabarka est une structure métallique en treillis construite à la fin du XIXe siècle. Il permet le passage sur une voie des véhicules pour traverser le fleuve de l'Orb entre les communes de Maraussan et Lignan-sur-Orb dans le département de l'Hérault.

## Historique
En 1862, le projet du chemin de fer d’intérêt local de 44 km « Béziers-Saint-Chinian » des chemins de fer de l'Hérault est initié par le Préfet du département,. 
Le pont de Tabarka et la traversée des gorges de Réals représentent les réalisations majeures de cette nouvelle voie ferrée. Les ingénieurs des Ponts et Chaussées rencontrent des problèmes techniques ayant élevés les coûts à la limite de la rentabilité des investissements ferroviaires. L'ouvrage est mis en exploitation le 16 novembre 1876 avec l'ouverture du tronçon de la ligne « Béziers-Cazouls »,.
Le 21 août 1892, la locomotive et ses wagons déraillent sur le pont de Tabarka. La structure de l'ouvrage empêche le convoi de tomber dans le fleuve. Le drame fait cinq morts et une soixantaine de blessés,.
La région Languedoc-Roussillon dénombre neuf épisodes pluvieux majeurs entre 1958 et 1999. Les dernières grandes crues du fleuve de l'Orb datent de 1953, 1987, 1995 et 1996. La crue de 1953 détruit le pont de Tabarka.
De 1966 à 1989, la gestion du matériel de relevage est gérée par la « 5e circonscription électrique de Toulouse » (Société de Commentry, Fourchambault et Decazeville),. Avec la création de la voie d'évitement nord de Béziers et après la fermeture de la liaison ferroviaire en octobre 1968, le pont ferroviaire est alloué l'année suivante à la route départementale « D 39 »,. À cette occasion, il est doté d'une passerelle piétonne sur son côté amont.
Durant de fortes pluies en décembre 1987, l'échelle limnimétrique de l'ouvrage indique une hauteur de 9,16 mètres. La crue de 1995 est estimé similaire à celle de 1987. Le lac de barrage du réservoir d'Avène permet de l'écrêter d'une centaine de m3/s environ. En janvier 1996, un épisode pluvieux intervient sur des sols précédemment saturés. Sous la gestion de la DIREN, l'échelle limnimétrique et le limnigraphe enregistrent une hauteur d'eau à 9,42 mètres pour une débit de 1 750 m3/s. L'année suivante est créé le « syndicat mixte de la vallée de l'Orb et du Libron », son rôle est d'assurer le fonctionnement des appareillages et l'entretien de la ripisylve de l'ouvrage,.
Avec 3 500 usagers durant l’année 2004, le pont est fermé de son accès pendant une année, à la suite d'un désaccord financier dont le maire de la ville de Béziers est défavorable à la décision d'investir la somme de 150 000 euros de travaux pour la rénovation de l'ouvrage et ses abords immédiats,. L'année suivante, l'accès est autorisé en le limitant aux véhicules n’excédant pas 7,5 tonnes.
En février 2016, les deux municipalités jouxtant l'ouvrage prennent la décision de supprimer le feu tricolore de 4 minutes qui régule la circulation. En 2021, le pont de Tabarka est nettoyé de ses bords de chaussée et une reprise de nids-de-poule est effectuée.

## Caractéristiques
Avec une longueur de 180 mètres, le pont métallique tubulaire à une voie de circulation appartient à la section élémentaire « Béziers Nord à Maureilhan » de la ligne « Béziers à Saint-Chinian ». Il est identifié au point kilométrique 84.100 (PK 84.100).
Enjambant le fleuve de l'Orb, le pont de Tabarka possède une échelle limnimétrique depuis 1966 et une station hydrométrique,.
Au niveau de l'ouvrage, les crues du fleuve de l'Orb font partie des phénomènes rares, affectant le domaine de Perdiguier (Maraussan) et l'avenue de Tabarka (Lignan-sur-Orb). Les hauteurs d'eau sont supérieures à deux mètres pour une vitesse supérieure à 0,5 m/s. Les débits de pointes peuvent osciller entre 1 007 et 2 056 m3/s, jusqu'à 3 212 m3/s pour les phénomènes exceptionnels.
Limitrophe des deux territoires communaux, les communes de Maraussan et Lignan-sur-Orb ont la gestion du pont de Tabarka dans le cadre du syndicat intercommunal. L'entretien du cours d'eau et de la ripisylve est réalisé par le « syndicat mixte de la vallée de l'Orb et du Libron » constituant un établissement public territorial de bassin (EPTB),.

## Galerie

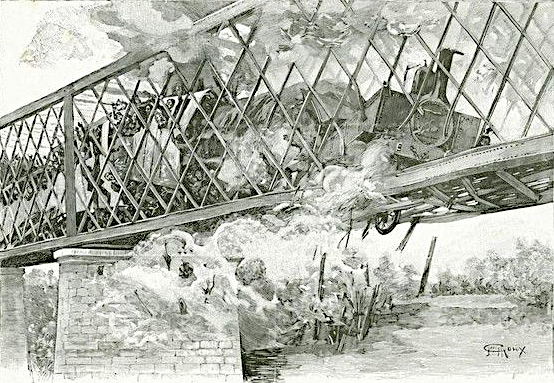
L'accident de Béziers : Déraillement du train de Béziers à Cessenon, sur le pont de l'Orb le 27 août 1892.
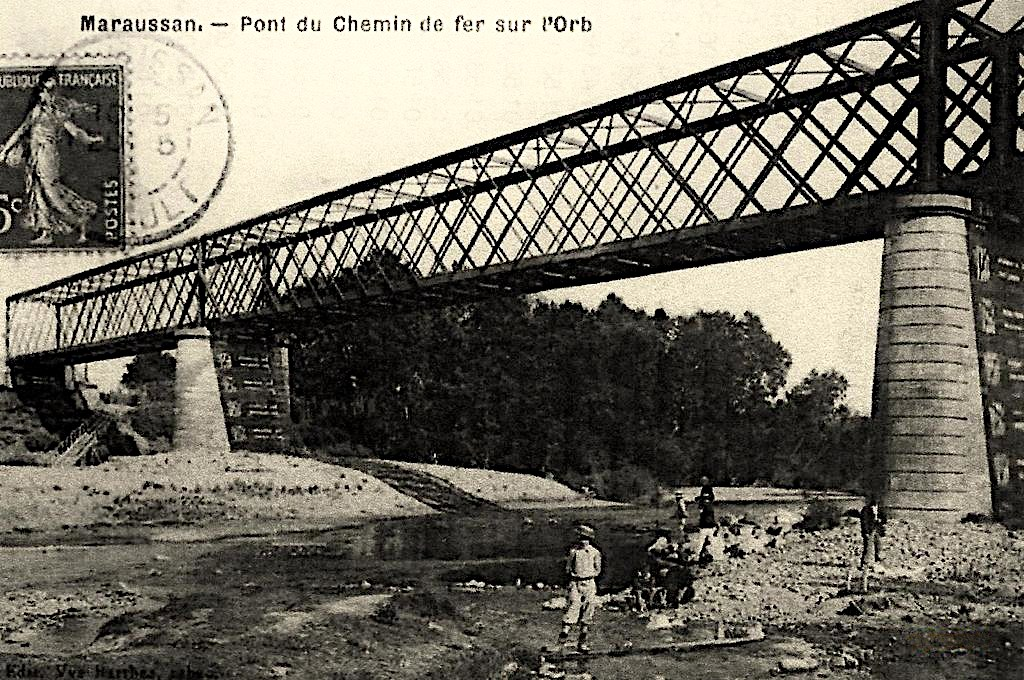
Maraussan / Lignan-sur-Orb : Le pont de Tabarka dans les années 1920.
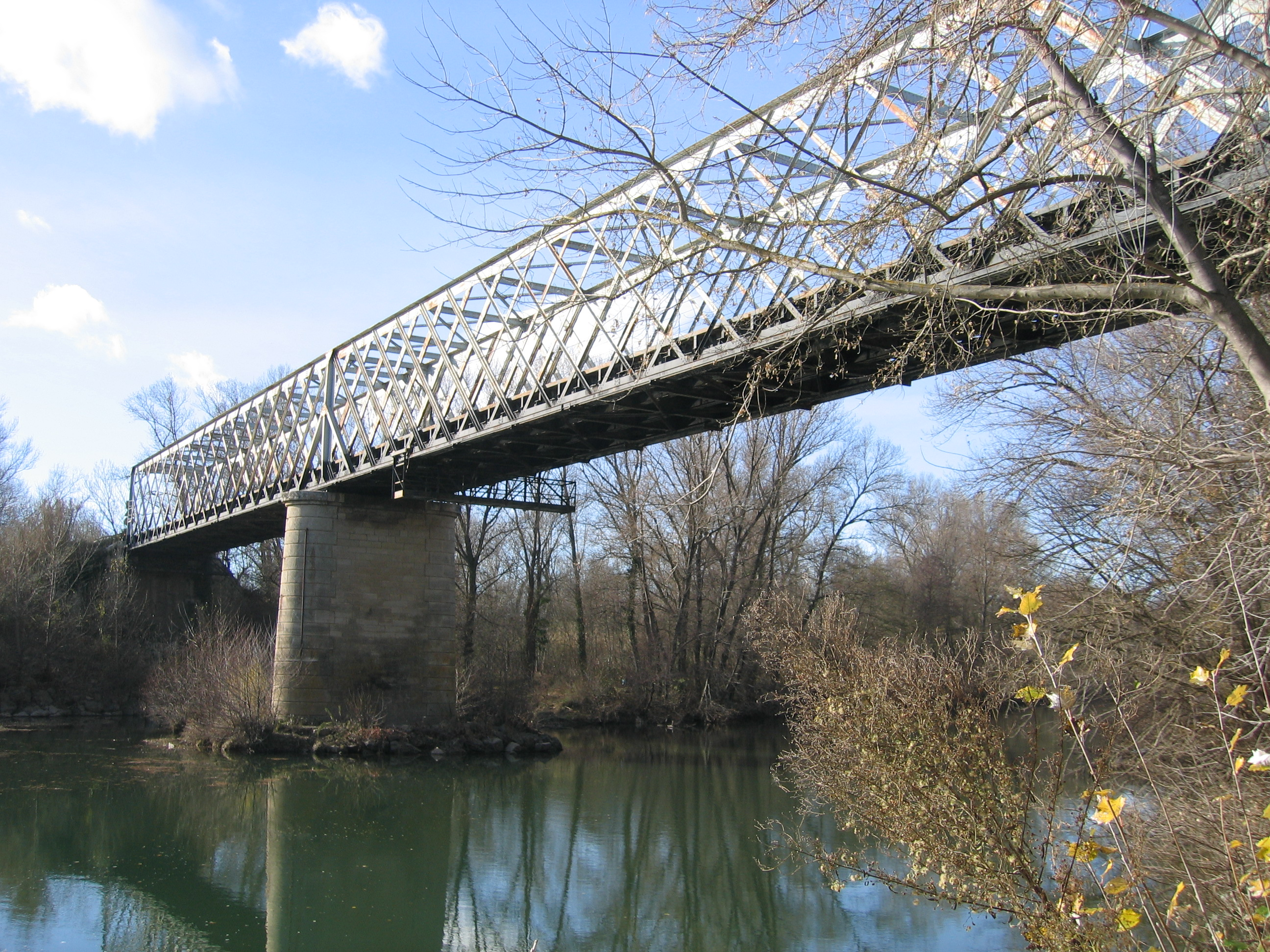
Le pont de Tabarka vu depuis la rive gauche de l'Orb, côté Lignan, le 4 décembre 2007.
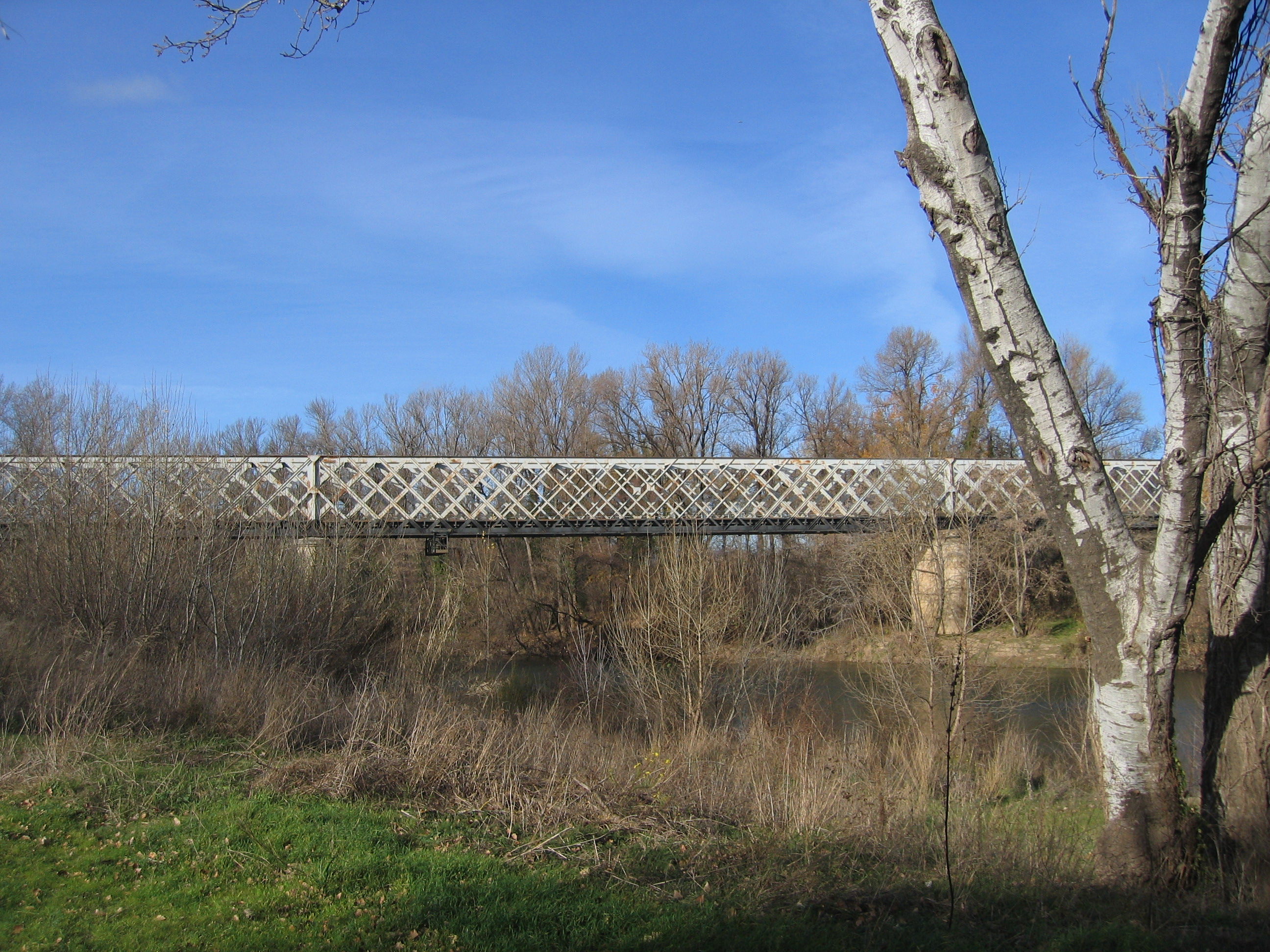
Le pont de Tabarka vu depuis la rive droite de l'Orb, côté Maraussan, le 4 décembre 2007.

## Sources et références
Sources
- DDE de l'Hérault, Plan de prévention des risques naturels d'inondation (PPRI) : Moyenne vallée de l'Orb, Magalas, Cc Les Avant-Monts, mai 2020, 26 p., 21 × 29,7 cm (lire en ligne [PDF]).
- Raoul Balso, « Les chemins de fer d’intérêt local de l’Hérault dans le Biterrois de 1850 à 1950 : La ligne Béziers–Saint-Chinian », Revue d'histoire des chemins de fer, Paris,‎ 2002, p. 181-189 (ISSN 0996-9403, lire en ligne, consulté le 23 novembre 2021).

Références
1. 1 2  « Le Tortillard et l’Esprit gare, des mots qui parlent du passé », sur Midi libre, 16 mai 2021 (consulté le 23 novembre 2021).
2. 1 2 3  Les chemins de fer d’intérêt local : La ligne Béziers–Saint-Chinian, p. 14.
3. ↑  « La ligne de Béziers à Saint-Chinian : Balade sur les traces de la ligne de l'intérêt local », sur Les cahiers de Minerve, 2 septembre 2015 (consulté le 24 novembre 2021).
4. ↑  Les chemins de fer d’intérêt local : L’aménagement du territoire, p. 19.
5. 1 2 3 4  « Pont-rail : Pont de Tabarka sur l'Orb », sur massifcentralferroviaire.com, 15 mars 2010 (consulté le 17 octobre 2022).
6. ↑  « Accident de chemin de fer en 1892 à Tabarka », sur cessenon.centerblog.net, 3 avril 2010 (consulté le 19 novembre 2021).
7. ↑  « Près de Béziers : un accident de train spectaculaire sur le pont de Tabarka ! », Hérault Tribune, 17 octobre 2022 (consulté le 17 octobre 2022).
8. ↑  PPRI 2020 : Contexte climatique, p. 14.
9. ↑  PPRI 2020 : Historique des crues (1953), p. 18.
10. 1 2  « Présentation de la station hydrometrique : L'Orb à Béziers [Tabarka] (Y2584010) », sur Banque Hydro, 1er mars 2006 (consulté le 22 novembre 2021).
11. ↑  « Notice descriptive : À la 5e circonscription électrique de Toulouse », sur Archives nationales (consulté le 22 novembre 2021).
12. ↑  « Carte IGN : Pont de Tabarka (D39) », sur Géoportail (consulté le 21 novembre 2021).
13. ↑  « Fleuve Orb aux environs de Béziers : Le pont de Tabarka », sur jc34.eklablog.com, 30 août 2013 (consulté le 19 novembre 2021).
14. 1 2 3  PPRI 2020 : Historique des crues (1987, 1995 et 1996), p. 19.
15. ↑  « Situation au répertoire Sirène : Syndicat mixte de la vallée de l'Orb et du Libron » [PDF], sur Insee (consulté le 23 novembre 2021), p. 1 / 1.
16. ↑  « Fonctionnement : Groupe de travail inondation (SMVOL) », sur Observatoire des risques naturels en Languedoc-Roussillon (consulté le 23 novembre 2021).
17. ↑  « Pont de Tabarka : On va enfin en voir le bout… », sur Midi libre / tabarka34.free.fr, 30 avril 2005 (consulté le 19 novembre 2021).
18. 1 2  « Historique du pont de Tabarka », sur lepetitjournal.net, 4 juin 2020 (consulté le 19 novembre 2021).
19. ↑  « Le pont de Tabarka », sur PressReader (en), 5 février 2016 (consulté le 20 novembre 2021).
20. ↑  « Des travaux de réfection de voirie en cours », sur Midi libre, 30 octobre 2021 (consulté le 19 novembre 2021).
21. ↑  « Station Béziers [Tabarka] (Orb) Y258001002 », sur Vigicrues (consulté le 22 novembre 2021).
22. 1 2  PPRI 2020 : Analyse du risque au niveau communal, p. 21.
23. ↑  « Marque d'inondation : avenue de Tabarka », sur Ministère de l'Écologie, 13 octobre 2017 (consulté le 22 novembre 2021).
24. ↑  PPRI 2020 : Débits de crues de l'Orb (m3/s), p. 16.
25. ↑  « Liste des communes du SI pour la gestion du pont de Tabarka », sur comersis.fr (consulté le 21 novembre 2021).
26. ↑  « Statuts du syndicat mixte de la vallée de l'Orb et du Libron (SIMVOL) EPTB » [PDF], sur vallees-orb-libron.fr, 28 décembre 2018 (consulté le 23 novembre 2021), p. 3 / 10.
27. ↑  « ETPB Orb et Libron : Organisation », sur vallees-orb-libron.fr (consulté le 23 novembre 2021).